# Patata morella
La Morella è una varietà di patata coltivata sull'Appennino Ligure.

## Caratteristiche
- Forma del tubero: di forma allungata, cilindrica e leggermente schiacciata
- Pezzatura: di dimensioni medio-piccole;
- Buccia: mostra un colore viola;
- Pasta: di colore bianco, non farinosa
- Germoglio: il colore varia da viola scuro a nero;
- Fiore: di colore viola,
- Maturazione: media
- Categoria culinaria: A-B.

## Storia
Il termine "morella" trova origine al particolare colore della buccia e del germoglio. Era già nota in Francia nel XIX secolo con il termine Violette. Venne menzionata come una fra le varietà della Liguria dall'Inchiesta Agraria del 1883 come la Parmentaria.
Nel XX secolo le testimonianze raccontano che Fiorentino Aragona portò la Morella a Vallenzona in val Vobbia. Coltivata inizialmente a Rossi (Lumarzo), in alta val Fontanabuona, venne poi considerata scomparsa fino al 1998 quando venne riconosciuta in val Trebbia.
Altri luoghi dove si ritrovava erano nelle valli Bisagno e Fontanabuona; successivamente venne conservata e promossa dal Consorzio della Quarantina.

## Sinonimi
- Moa,
- Muella,
- Muellin-a.

## Cucina
Viene utilizzata come accompagnamento di piatti a base di stufati e spezzatini.

## Feste
- Rovegno (val Trebbia), prima domenica di ottobre: Sagra della patata e festa della Quarantina.

## Varietà di patata tradizionali della Liguria
- Cabannese
- Cannellina Nera
- Quarantina Bianca Genovese
- Quarantina Gialla
- Quarantina Prugnona